# Pando (albero)
Pando, noto in inglese anche come Trembling Giant (in italiano «gigante tremulo»), è un bosco negli Stati Uniti d'America, costituito da un unico genet maschile di pioppo tremulo americano situato nello stato dello Utah, nella foresta nazionale di Fishlake.
Dai marcatori genetici della pianta si è stabilito che tutte le ramificazioni di Pando fanno parte dello stesso organismo vivente provvisto di un massiccio sistema di radici, il più pesante e tra i più antichi al mondo, con un'età di circa 80 000 anni.

## Etimologia
Il nome pando fu adottato da Michael C. Grant e dai suoi colleghi dell'Università del Colorado di Boulder Jeffry Mitton e Yan Linhart perché in latino significa «estendersi», mentre il soprannome «gigante tremulo» deriva dal nome del pioppo tremulo americano, così chiamato perché le sue foglie tremano anche solo in presenza di una leggera brezza.

## Caratteristiche
I pioppi tremuli tendono a moltiplicarsi per riproduzione vegetativa anziché per seme: la pianta estende il suo sistema radicale orizzontalmente sotto la superficie del terreno; dopo aver percorso una certa distanza, le radici sviluppano polloni che crescono in verticale dando origine a nuovi fusti che presentano gli stessi marcatori genetici di tutti i polloni nati dallo stesso apparato radicale. L'insieme fa parte di un medesimo individuo.
Un singolo albero può vivere mediamente 75 anni con punte eccezionali di duecento, ma la colonia di cui fa parte può superare le migliaia di anni e occupare un'area di diverse centinaia di metri quadrati, dato che dalle radici possono continuare a nascere nuovi fusti.
In nord America esistono diversi genet di pioppo tremulo, e Pando è il più grande tra quelli scoperti. Si trova all'interno della foresta nazionale di Fishlake, adiacente al margine occidentale dell'altopiano del Colorado nello Utah centro-meridionale, e comprende circa 47 000 fusti su una superficie di 0,42 km², con un peso complessivo stimato in 6 615 tonnellate, il che lo rende l'organismo vivente più pesante conosciuto, anche se in estensione alcune colonie di funghi lo superano.
Pando fu scoperto nel 1968 da Burton V. Barnes, un ricercatore dell'Università del Michigan, che lo studiò negli anni settanta. Negli anni novanta il botanico Michael C. Grant convalidò le ipotesi di Barnes che aveva teorizzato che Pando fosse un unico individuo.

## Età e condizioni

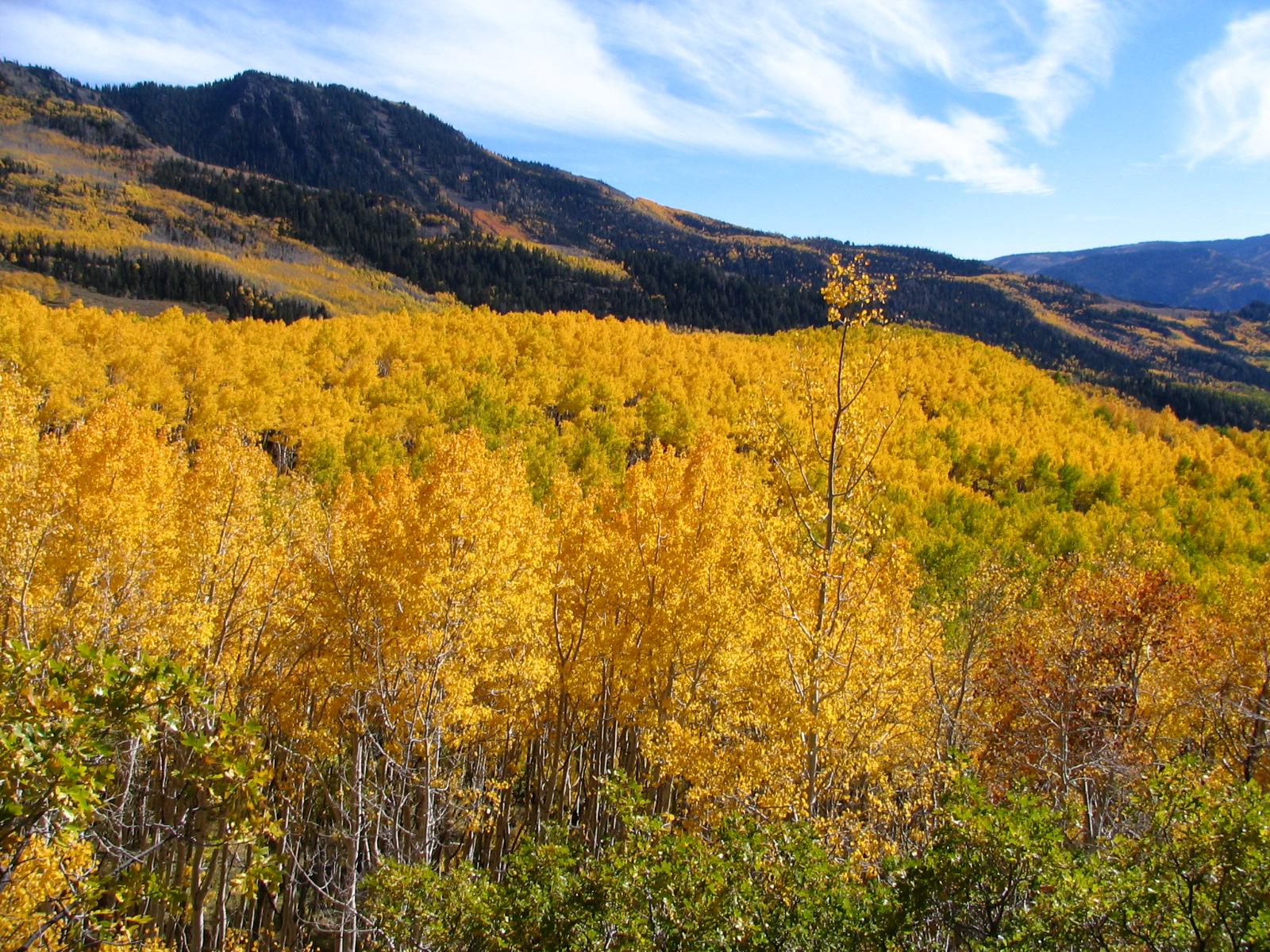
Un boschetto di pioppi nel parco nazionale di Fishlake

La tecnica di conta degli anelli del tronco non è idonea a determinare l'età di Pando, perché permetterebbe di stabilire solo l'età di un singolo albero.
Nonostante non manchino pareri secondo i quali la colonia potrebbe essere molto più antica (anche un milione di anni), i ricercatori hanno stimato l'età di Pando in circa 80 000 anni, basandosi su un complesso insieme di fattori, compresa la storia del suo ambiente attuale, il fatto che ci sono pochissimi nuovi pioppi in gran parte degli Stati Uniti occidentali da quando un cambiamento climatico di 10 000 anni fa ha eliminato le condizioni favorevoli di terreno per la crescita di nuove piante, il tasso di crescita (i maschi crescono più lentamente delle femmine, e lo sviluppo è più lento ad altezze più elevate), la sua dimensione e il suo genoma confrontato con le mutazioni rilevate fra i pioppi nati nell’era moderna. 
La crescita di Pando è stata agevolata da una serie di eventi e condizioni favorevoli: è verosimile che durante la sua esistenza il bosco abbia subìto numerosi incendi, di intensità non tale da distruggerne l'apparato radicale, ma sufficiente per impedire la proliferazione di conifere che avrebbero potuto fare ombra ai polloni di pioppo che necessitano di molta luce per crescere.
Lo spegnimento degli incendi da parte dell'uomo ha quindi indirettamente contribuito al rallentamento della riproduzione dei boschi di pioppi nel continente, e di conseguenza, secondo il parere dell'ecologo Paul Rogers dell'Università dello Utah, anche la proliferazione di Pando è messa a rischio. Molti alberi della colonia stanno infatti raggiungendo la fine del loro ciclo vitale o soffrono per la presenza di insetti e altri parassiti, mentre i nuovi getti fanno fatica a svilupparsi. Per salvaguardare la colonia Rogers ha provato a recintare alcune aree di Pando, in modo da impedire a cervi e alci di cibarsi dei giovani polloni. La strategia sembra dare buoni risultati: dopo tre anni le aree recintate hanno mostrato una presenza di giovani alberelli otto volte superiore rispetto al resto della colonia.